# Американський шпигун
«Американський шпигун» («Американский шпион») — радянський художній фільм 1991 року, знятий режисером Леонідом Поповим.

## Сюжет
1945 рік. Радянський військовий корабель перебуває із дружньою місією у США. Молодий офіцер Микола Коренєв знайомиться з американською дівчиною Мері. Між ними зав'язується роман…

## У ролях
- Федір Сухов — Микола Корольов
- Айрін Торнтон — Мері
- Ігор Класс — роль другого плану
- Юрій Юрченко — роль другого плану
- Віктор Махмутов — роль другого плану
- Алла Захарова — роль другого плану
- Сергій Макаров — Микола
- Данило Нетребін — капітан
- Геннадій Донягін — роль другого плану
- Борис Огородников — роль другого плану
- Ольга Сосновська — роль другого плану
- Михайло Костромін — роль другого плану
- Арсен Амаспюрянц — роль другого плану
- Юрій Ричков — роль другого плану
- Віктор Градов — роль другого плану
- Михайло Красильников — роль другого плану
- Ігор Янков — роль другого плану
- Анатолій Попов — роль другого плану
- Юрій Муруєв — роль другого плану
- Олена Протасова — роль другого плану
- Володимир Гавриленко — роль другого плану
- Мішель Бордело — роль другого плану
- Юрій Філатов — лейтенант Гвоздиков
- Олексій Пуршев — епізод
- Євген Вагін — епізод
- В. Фурт — епізод
- Є. Самошенков — епізод
- Тетяна Дудєєва — епізод

## Знімальна група
- Режисер — Леонід Попов
- Сценарист — Андрій Гафуров
- Оператор — Вадим Михайлов
- Композитор — Валентин Золотарьов
- Художники — Павло Сафонов, Лев Збруєв